# Talpa gilothi
Talpa gilothi — вид комахоїдних ссавців кротових (Talpidae). Скам'янілі рештки представляють міоцен Австрії (5 колекцій) й Німеччини (1). Типовий екземпляр: SMF 75/1464, елемент кінцівки (фрагмент плечової кістки) з Німеччини.